# POV : 저주받은 필름
POV : 저주받은 필름(POV 呪われたフィルム, POV : a cursed film)은 일본에서 제작된 츠루타 노리오 감독의 2012년 공포 영화이다. 시다 미라이 등이 주연으로 출연하였다.

## 출연

### 주연
- 시다 미라이
- 카와구치 하루나